# Oliver Baier

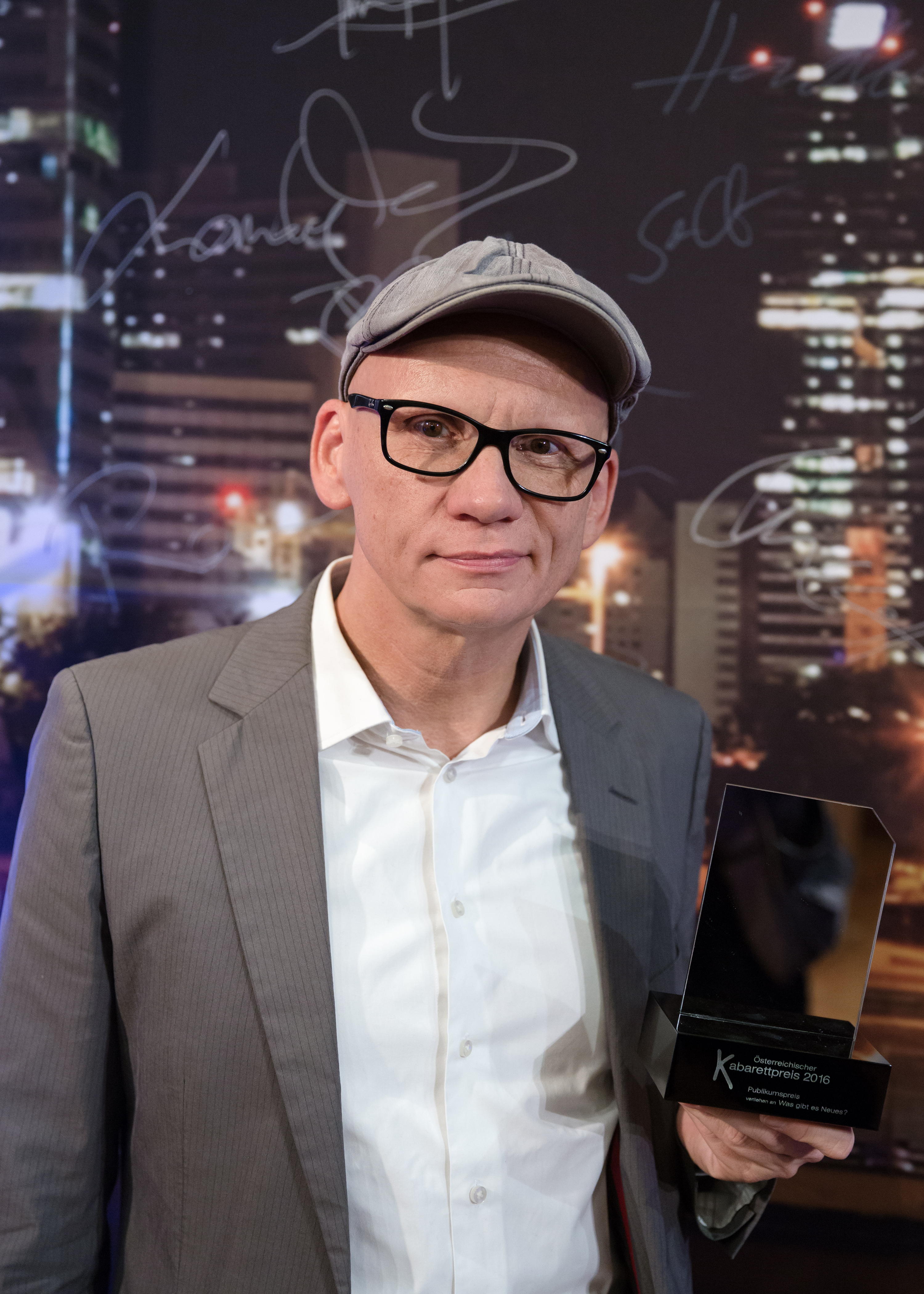
Oliver Baier (Österreichischer Kabarettpreis 2016)

Oliver Baier (* 4. Dezember 1965 in Wien) ist ein österreichischer Entertainer, Kabarettist, Radio- und Fernsehmoderator.

## Biografie
Baier maturierte 1985 im Gymnasium Sacre Coeur in Pressbaum.
Nach der Teilnahme an einem Workshop des ORF-Senders Radio Wien erfolgte kurz danach der Einstieg in die Medienbranche. Nach dem Engagement beim Urlaubssender Radio Adria wechselte er im Jahr 1990 zu Ö3. In den Sommern der Jahre 1991, 1992 und 1993 sorgte er mit der Mittagsshow One o’clock für Aufsehen. Weiters startete er die Astro-Show Sternstunden mit Gerda Rogers. Im Jahr 1994 wechselte er ins Fernsehen, wo er wöchentlich mit der skurrilen Show Montevideo auf Sendung ging. Für die Programmidee wurde er mit einer Romy ausgezeichnet, trotzdem wurde die Sendung nach 22 Folgen eingestellt. Danach war Baier in Deutschland bei ProSieben und der Antenne Bayern tätig, ehe er 1996 wieder nach Österreich zu Ö3 zurückwechselte und mit der Mittagsshow Mahlzeit startete, die bis 2003 auf Sendung blieb. Im Herbst 2001 waren auch zehn Folgen der Comedyreihe Mahlzeit – Die Fernsehshow in ORF 1 zu sehen. Im Jahr 2002 war er mit echt fett erstmals hinter der Kamera als Autor und Regisseur tätig.
Gegenwärtig ist Baier mit Was gibt es Neues? (seit 2004) in ORF eins auf Sendung.
Im Juni 2006 moderierte er seine letzte Ö3-Sendung und verabschiedete sich nach 16 Jahren Ö3 vom Publikum.
2007 spielte er am Rabenhof im Stück Galanacht von Werner Schneyder. Im selben Jahr fungierte er als Spielleiter in Die liebe Familie – Next Generation.
2010 spielte Baier in dem schwarzhumorigen zweiteiligen Krankenhaus-Fernsehfilm Aufschneider mit.
Am 16. Jänner 2015 wurde eine Folge der Comedy-Sendung Was gibt es Neues? ausgestrahlt, in der Baier erstmals mit Vollglatze auftritt. Laut Baier handelt es sich dabei nicht um die Folgen einer Chemotherapie, sondern um eine bewusste Entscheidung. Baier leidet an Alopecia areata, einem lokal begrenzten, kreisrunden Haarausfall.
Kurzzeitig war im Frühjahr 2018 seine konzipierte Quizshow Zur Hölle damit auf ORF eins wöchentlich im Hauptabendprogramm zu sehen. Sie wurde präsentiert vom Ö3-Moderator Thomas Kamenar. Die Sendung wurde nach wenigen Ausgaben eingestellt.
Ab 2018 war Baier drei Mal im Monat Moderator bei Punkt eins auf Ö1.

## Kabarett
- 2007: Schlager Schlachtung

## Filmografie (Auswahl)
- 2023: SOKO Linz – Abwärts (Fernsehserie)